# Hargnies
Hargnies é uma comuna francesa na região administrativa de Grande Leste, no departamento Ardenas. Estende-se por uma área de 42,58 km². Em 2010 a comuna tinha 490 habitantes (densidade: 11,5 hab./km²).